# Apollo 13 (film)
Apollo 13 è un film del 1995, diretto da Ron Howard, ispirato dal libro Lost Moon, scritto da Jim Lovell e Jeffrey Kluger.
Le vicende narrate sono quelle della missione spaziale omonima, fallita a causa di un grave incidente che mise a rischio la vita dei tre astronauti. Il film è stato inserito nella lista stilata dal New York Times dei 1000 migliori film di sempre.

## Trama
20 luglio 1969. In TV viene celebrato lo storico sbarco sul suolo lunare di Neil Armstrong con la missione Apollo 11, della quale Jim Lovell, William Anders e Fred Haise erano l'equipaggio di riserva. Giorni dopo, la NASA nomina Lovell comandante della missione Apollo 13, dopo che Alan Shepard (precedente comandante) è stato trattenuto a terra per un problema all'apparato uditivo. L'11 aprile 1970, dalla base di Cape Kennedy, decolla la missione. Tre giorni dopo il lancio si verifica un incidente: l'esplosione dei serbatoi d'ossigeno durante la procedura di rimescolamento danneggia gravemente la navicella e - oltre ad impedire la prosecuzione della missione, annullando il previsto allunaggio - rende estremamente difficoltoso il rientro sulla Terra, con la possibilità che i tre uomini non sopravvivano. 
Superati i primi momenti di sconcerto, l'intera NASA si attiva e il direttore di volo Gene Kranz mobilita tutte le forze possibili per porre rimedio alla difficile situazione; si rende determinante anche il richiamo di un componente dell'equipaggio originale, Ken Mattingly, trattenuto a terra a causa del sospetto di morbillo, per comporre una procedura straordinaria finalizzata a riportare sulla Terra la navicella nonostante il malfunzionamento o l'indisponibilità di molti sistemi di bordo. Il mondo intero, per tre lunghissimi giorni, seguì la vicenda con il fiato sospeso, nella speranza che i tre astronauti riuscissero a fare ritorno sani e salvi. 
Dopo il loro rientro, avvenuto nell'Oceano Pacifico, il comandante Lovell si ritirò, lavorando fino al suo pensionamento nella sala controllo della NASA; Fred Haise si ritirò dal lavoro dopo che il progetto dell'Apollo 18 fu annullato per via dei tagli di budget; Jack Swigert lasciò la NASA e fu eletto al congresso per lo stato del Colorado, ma morì di cancro prima di assumere la carica; infine, Ken Mattingly continuò la sua attività di astronauta: raggiunse la Luna con l'Apollo 16 e partecipò al Programma Space Shuttle.

## Produzione
Il film è stato girato tra la Florida, Texas e California tra il 15 agosto e il 9 dicembre 1994. Il budget è stato di 52 milioni di dollari.
Le scene di assenza di peso sono state girate in caduta parabolica su un aereo della NASA usato per l'addestramento. Tutti i dialoghi tra il controllo di Terra e la nave spaziale sono tratti integralmente dai dialoghi reali, trascritti o registrati. Per esigenze di sceneggiatura sono state aggiunte frasi e situazioni verificatesi in altre occasioni.
Lovell comunica alla moglie Marilyn che andrà sulla Luna dicendole che dovrà cambiare la destinazione di una progettata vacanza alle Hawaii: con le stesse parole, riferite però a una vacanza ad Acapulco, l'aveva informata che avrebbe partecipato alla missione Apollo 8. La correzione di rotta "a vista" usando come riferimento la linea del Terminatore era già stata sperimentata nella stessa missione Apollo 8 e non fu, quindi, un'idea estemporanea di Lovell. Una fortunata coincidenza fu che chi dovette usarla in situazione d'emergenza fosse la stessa persona che l'aveva provata in sicurezza.
Sempre dopo il ritorno di Apollo 8, alla domanda su chi pilotasse la capsula in orbita intorno alla Luna, Lovell rispose "Isaac Newton"; nel film spegnendo l'autopilota dice "mettiamo Isaac Newton al posto di pilotaggio". Per descrivere la brillante nube di goccioline che si crea durante lo scarico delle urine, gli astronauti usano il termine "Costellazione di Urione", giocando con le parole urina e Orione. Lo scherzoso termine era stato inventato dall'astronauta Walter Schirra.

### Cameo
Jim Lovell compare nel film come capitano della nave di recupero USS Iwo Jima. Ron Howard voleva che fosse ammiraglio, ma Lovell disse: "Mi sono ritirato come capitano e capitano sarò!". I genitori del regista Ron Howard, Rance e Jean, appaiono nel film. Jean impersona la madre di Lovell e Rance è il prete che assiste la famiglia. Il fratello di Ron, Clint, appare nella sala di controllo come Seymour "Sy" Liebergot.

## Distribuzione
Il film uscì negli USA il 22 giugno 1995 con ottimi incassi: 173 milioni nel mercato nordamericano e circa 185 milioni nel resto del mondo. In totale gli incassi sono stati di 358 milioni di dollari. In Italia uscì il 13 ottobre 1995. Nel 2002 fu pubblicata una versione del film in formato IMAX (più corta di 24 minuti per limiti tecnici di conversione), mentre nel 2005 è stata pubblicata una versione speciale in DVD per il decimo anniversario, comprendente la versione cinematografica, la versione IMAX e altri extra. L'edizione italiana in DVD presenta una pista audio con il commento originale dell'astronauta Lovell e sua moglie, privo però di sottotitoli.

## Inesattezze
Nel film, Gene Kranz (Ed Harris) indossa un Seiko 6139-6002. In realtà, Gene Kranz ha indossato sia per la missione Apollo 11 che per la Missione Apollo 13 il suo Seiko 5 6119-8460, venduto all'asta per la cifra di 3500$.
Jim Lovell sta seguendo il roll-out del razzo Saturn V verso la rampa di lancio due giorni prima del decollo, avvenuto l'11 aprile 1970. Il razzo, in realtà, era sulla rampa di lancio già dal dicembre del 1969.
La frase riportata nella pellicola, che, per altro, è quella ormai entrata nell'uso comune, "Houston, abbiamo un problema" (in inglese: "Houston, we have a problem"), in realtà, è leggermente errata, dovendo essere quella effettivamente pronunciata, riportata nel diario di volo, "Houston, abbiamo avuto un problema" (in inglese: "Houston, we've had a problem").
Sul computer dell'astronave i numeri vengono visualizzati mediante un display a sette segmenti, che però nel 1970 ancora non esisteva: negli apparecchi elettronici dell'epoca si utilizzavano infatti i tubi nixie.

## Riconoscimenti
- 1996 - Premio Oscar
  - Miglior montaggio a Mike Hill e Daniel P. Hanley
  - Migliore sonoro
  - Nomination Miglior film a Brian Grazer
  - Nomination Miglior attore non protagonista a Ed Harris
  - Nomination Miglior attrice non protagonista a Kathleen Quinlan
  - Nomination Miglior sceneggiatura non originale a William Broyles Jr. e Al Reinert
  - Nomination Miglior scenografia a Merideth Boswell e Michael Corenblith
  - Nomination Migliori effetti speciali a Robert Legato, Michael Kanfer, Matt Sweeney e Leslie Ekker
  - Nomination Miglior colonna sonora a James Horner
- 1996 - Golden Globe
  - Nomination Miglior film drammatico
  - Nomination Migliore regia a Ron Howard
  - Nomination Miglior attore non protagonista a Ed Harris
  - Nomination Miglior attrice non protagonista a Kathleen Quinlan
- 1996 - Premio BAFTA
  - Migliore scenografia a Michael Corenblith
  - Migliori effetti speciali a Robert Legato, Michael Kanfer, Matt Sweeney e Leslie Ekker
  - Nomination Migliore fotografia a Dean Cundey
  - Nomination Miglior montaggio a Mike Hill e Daniel P. Hanley
  - Nomination Miglior sonoro a Rick Dior, Steve Pederson, Scott Millan e David MacMillan
- 1996 - Screen Actors Guild Award
  - Miglior cast
  - Miglior attore non protagonista a Ed Harris
- 1995 - Chicago Film Critics Association Awards
  - Miglior film
  - Nomination Miglior regia a Ron Howard
  - Nomination Miglior attore non protagonista a Ed Harris
  - Nomination Migliore attrice non protagonista a Kathleen Quinlan
- 1996 - Kansas City Film Critics Circle Award
  - Miglior film
  - Migliore regia a Ron Howard
- 1996 - MTV Movie Award
  - Nomination Miglior film
  - Nomination Migliore performance maschile a Tom Hanks
- 1995 - National Board of Review Awards
  - Migliori dieci film
- 1996 - Awards of the Japanese Academy
  - Nomination Miglior film straniero
- 1996 - Critics' Choice Movie Award
  - Miglior attore non protagonista a Ed Harris
  - Nomination Miglior film
  - Nomination Miglior regia a Ron Howard
- 1996 - Southeastern Film Critics Association Awards
  - Miglior film
  - Miglior regia a Ron Howard
  - Miglior attore non protagonista a Ed Harris
- 1996 - ASCAP Award
  - Top Box Office Films a James Horner
- 1996 - Saturn Award
  - Nomination Miglior film d'azione/di avventura
- 1996 - Eddie Award
  - Nomination Miglior montaggio a Mike Hill e Daniel P. Hanley
- 1996 - American Society of Cinematographers
  - Nomination Miglior fotografia a Dean Cundey
- 1996 - Artios Award
  - Nomination Miglior casting per un film drammatico a Jane Jenkins e Janet Hirshenson
- 1996 - DGA Award
  - Miglior regia a Ron Howard, Carl Clifford, Aldric La'auli Porter e Jane Paul
- 1996 - Premio Hugo
  - Nomination Miglior rappresentazione drammatica a Ron Howard, William Broyles Jr., Al Reinert, Jim Lovell e Jeffrey Kluger
- 1996 - Kids' Choice Awards
  - Nomination Miglior attore protagonista a Tom Hanks
- 1996 - People's Choice Awards
  - Miglior film
  - Miglior film drammatico
- 1996 - WGA Award
  - Nomination Miglior sceneggiatura non originale a William Broyles Jr. e Al Reinert
- 1996 - Young Artist Award
  - Nomination Miglior film drammatico per la famiglia
- 1995 - British Society of Cinematographers
  - Nomination Miglior fotografia a Dean Cundey
- 1996 - Cinema Audio Society
  - Miglior montaggio sonoro a Rick Dior, Steve Pederson, Scott Millan e David MacMillan
- 1996 - Dallas-Fort Worth Film Critics Association Awards
  - Nomination Miglior attore non protagonista a Ed Harris
  - Nomination Miglior attrice non protagonista a Kathleen Quinlan
- 1995 - Heartland Film Festival
  - Studio Crystal Heart Award a Jeffrey Kluger
- 1995 - Jupiter Award
  - Miglior film internazionale a Ron Howard
- 1996 - PEN Center USA West Literary Awards
  - Miglior sceneggiatura a William Broyles Jr. e Al Reinert
- 1996 - PGA Awards
  - Miglior produttore a Brian Grazer e Todd Hallowell
- 1995 - Society of Texas Film Critics Awards
  - Lone Star Award
- 1996 - USC Scripter Award
  - Nomination Miglior sceneggiatura a William Broyles Jr. e Al Reinert
- 2023
  - è stato selezionato per la conservazione nel National Film Registry degli Stati Uniti dalla Biblioteca del Congresso come "culturalmente, storicamente o esteticamente significativo".

- Una celebre battuta del film ("Houston, abbiamo un problema", "Houston, we have a problem" in lingua originale) è stata inserita nel 2005 nella lista delle cento migliori citazioni cinematografiche di tutti i tempi stilata dall'American Film Institute, nella quale figura al 50º posto.[6]